# Place Saint-Michel
Place Saint-Michel este o piață situată în cartierele Sorbona și la Monnaie din arondismentele 5 și 6 ale orașului Paris (Franța).

## Istoric
Piața a fost creată în perioada amenajării bulevardului Saint-Michel, în 1855, sub domnia împăratului Napoleon al III-lea, făcând astfel să dispară rue du Pont-Saint-Michel. Podul Saint-Michel, construit în secolul al XIV-lea, a fost refăcut în aceeași perioadă în care a avut loc și amenajarea pieței.
În august 1944 au avut loc aici lupte intense între studenții din Rezistența Franceză și germani.

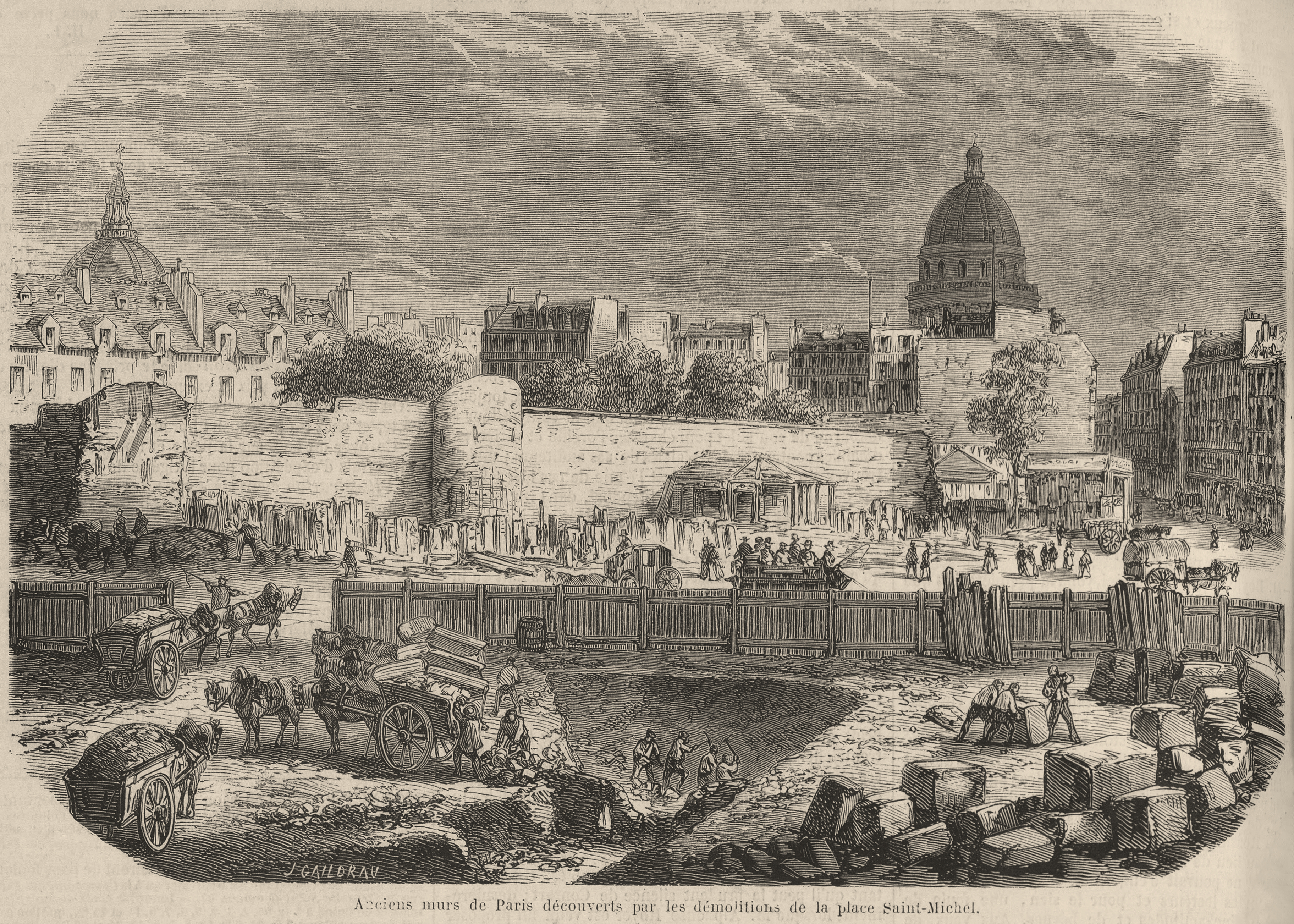
Zidurile vechi ale Parisului scoase la suprafață prin demolările efectuate în Place Saint-Michel, aprox. 1860.
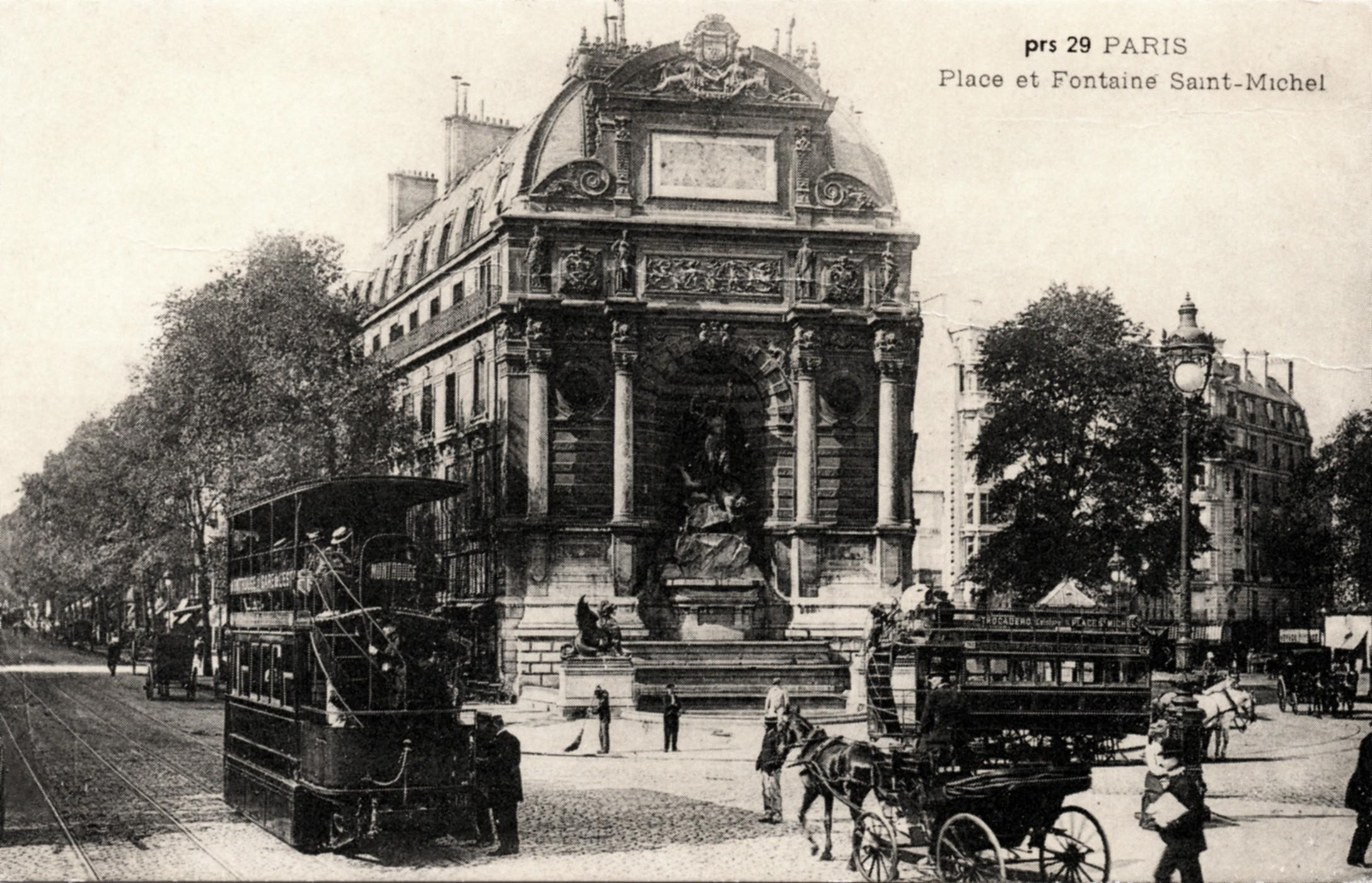
Piața și fântâna Saint-Michel - Tramvai cu aburi Mékarski, aprox. 1900.
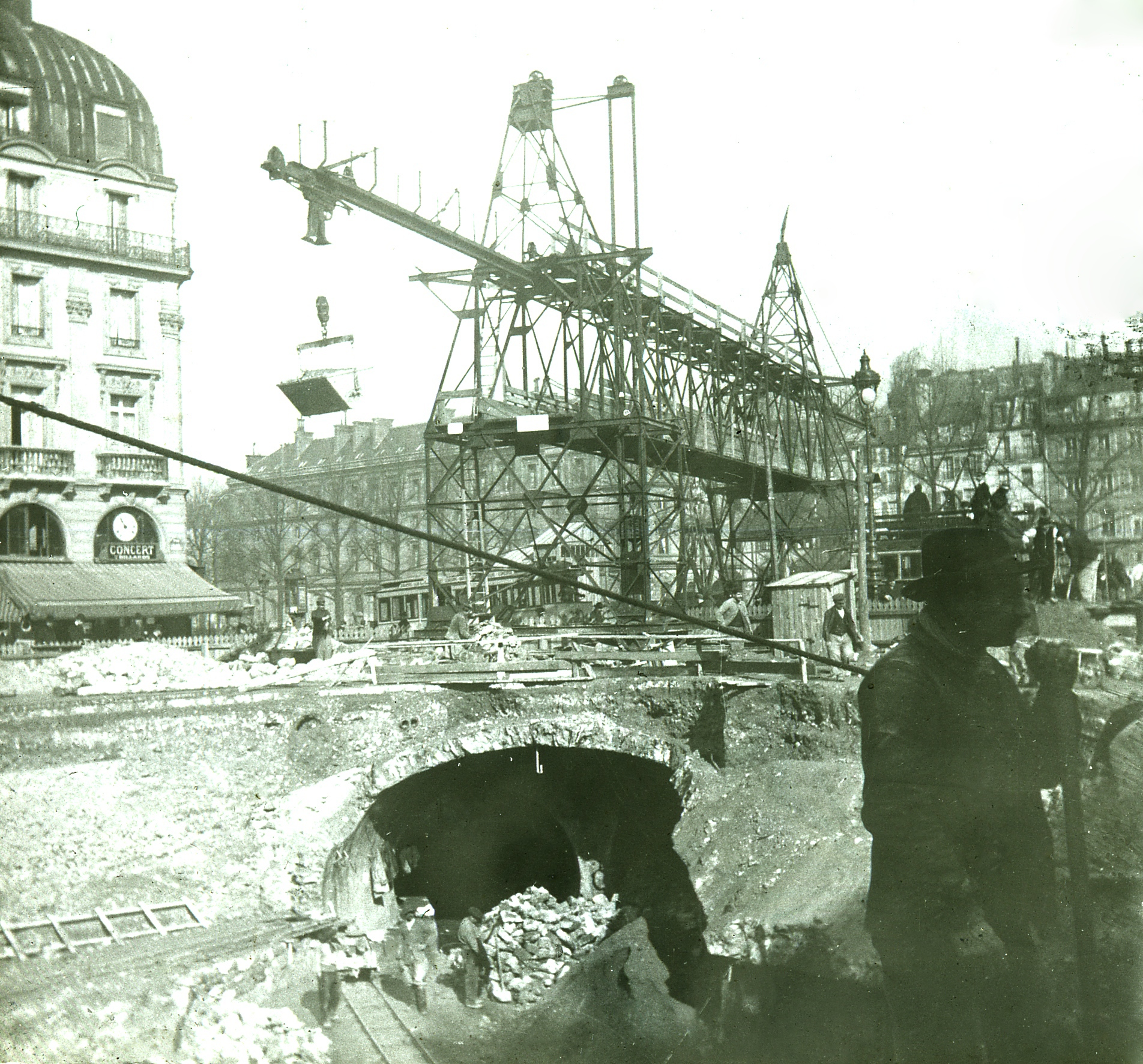
Distrugerea canalului colector din Place Saint-Michel, în timpul construcției liniei de metrou în 1906.

## Clădiri importante și locuri memorabile
- nr. 1 : în acest loc se aflau Caveau du Soleil d'or, pe amplasamentul actualei café du Départ, și café de la Renaissance, unde au fost arestați în 1866 mai mulți socialiști blanquiști printre care Raoul Rigault, Gaston Da Costa, Charles Longuet, Gustave Tridon și Eugène Protot.[2] Avocatul Gustave Chaudey i-a apărat în instanță;[2]
- nr. 3 : cabinetul avocatului Thierry Herzog;
- nr. 6 : contele Meyners d'Estrey, membru al Societății de antropologie din 21 februarie 1884 a locuit la această adresă;
- nr. 7 : locul adăpostește, de asemenea, cinematograful Art et Essai din Espace Saint-Michel;
- nr. 13 : compozitorul Heitor Villa-Lobos a locuit în această clădire din 1923 până în 1930;
- Fântâna monumentală a fost realizată de Gabriel Davioud în 1860. Proiectul inițial a inclus o statuie a lui Napoleon I. În cele din urmă, a fost aleasă pentru amplasare o statuie a Sfântului Arhanghel Mihail doborând la pământ Diavolul, operă a lui Francisque-Joseph Duret, încadrată de doi dragoni ce scuipă apă prin gurile lor;
- În jurul pieței s-au deschis și au prosperat mai multe magazine, printre care librăria Gibert Jeune, fondată în 1886 de către Joseph Gibert pe quai Saint-Michel;
- Piața oferă acces la podul Saint-Michel.

## În arte
O scenă din filmul LOL USA (2012) de Lisa Azuelos a fost turnată în această piață.

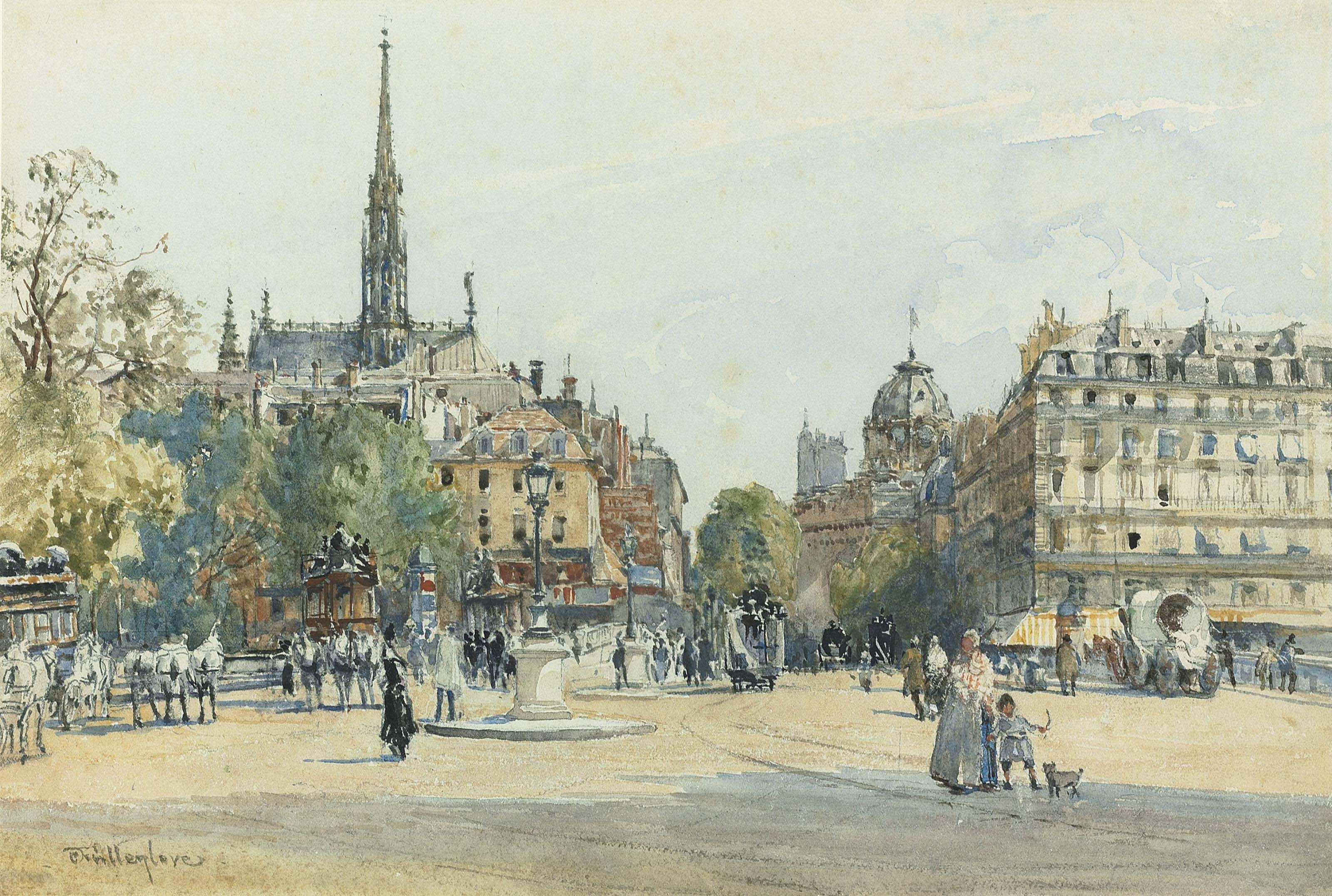
John Fulleylove, La place Saint-Michel (aprox. 1900), locație necunoscută.
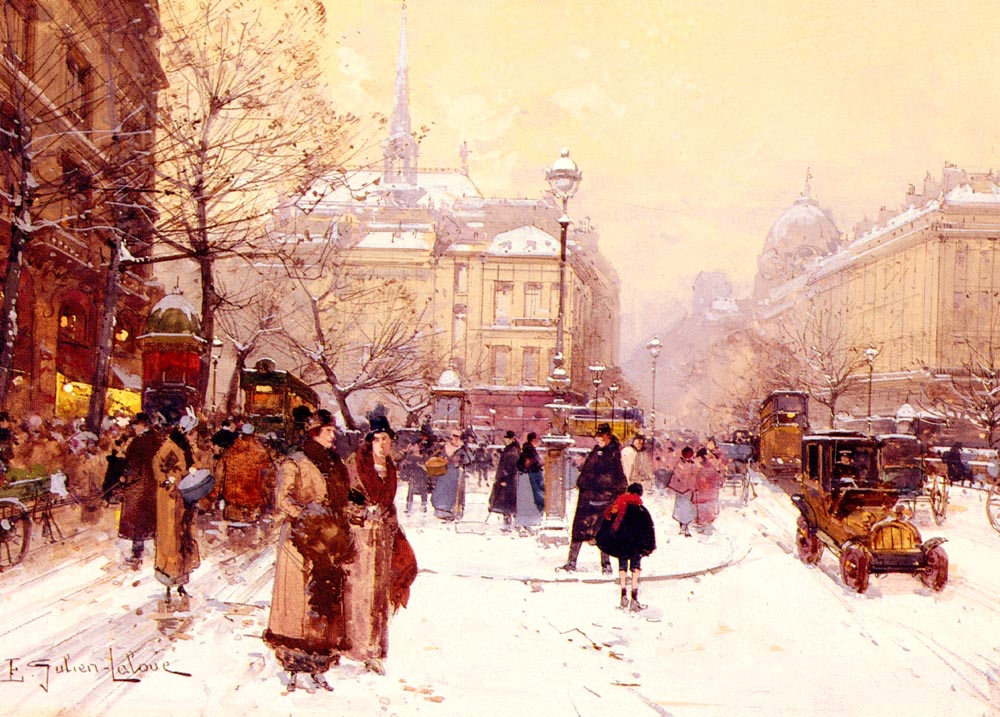
Eugène Galien-Laloue, La place Saint-Michel (aprox. 1920), locație necunoscută.

## Acces
Place Saint-Michel este deservită de linia de metrou 4 în stația Saint-Michel, de liniile RER B și C în gara Saint-Michel - Notre-Dame, precum și de liniile de autobuz RATP 21 24 27 38 85 96 OpenTour.